# Marie Anne de Cupis de Camargo
Marie Anne de Cupis de Camargo (Bruselas, Países Bajos de los Habsburgo, 15 de abril de 1710-París, Francia, 20 de abril de 1770) fue una bailarina franco-belga.
Hizo su debut en la Ópera Garnier el año de 1726 con la presentación dancística de nombre Les Caracteres de la Danse, esto, a una edad muy temprana en que ya había desempeñado el rol de prima ballerina. Fue admirada por su agilidad e innovación en la danza. Bailaba con pequeños saltos que antes habían sido ejecutados solo por bailarines y esto le fue posible al acortar sus faldas y retirar los tacones de sus zapatillas.
Era conocida como La Camargo por el apellido de su padre, Ferdinand-Joseph de Cupis Camargo. Durante su carrera participó en 78 coreografías y óperas antes de retirarse en 1751.
- Datos: Q241139
- Multimedia: Marie-Anne de Camargo / Q241139